# Daughter (band)
Daughter is een Londense rockband gevormd in 2010. De band bestaat uit Elena Tonra, Igor Haefeli en Remi Aguilella.

## Geschiedenis
Het drietal leerde elkaar kennen op The Institute of Contemporary Music Performance in Londen.
In 2010 en 2011 brachten ze drie ep's uit. In 2013 verscheen hun eerste album, If You Leave.
In 2017 verzorgde Daughter de soundtrack van de videogame Life Is Strange: Before The Storm. Deze episodische videogame is de prequel van het geprezen Life Is Strange uit 2015. Life Is Strange: Before The Storm kreeg overwegend positieve kritieken, waarin de soundtrack geregeld werd aangehaald als een van de sterke punten van de game. De soundtrack verscheen als album op Spotify onder de naam Music From Before the Storm.

## Discografie

### Albums
- Demos (ep, 2010)
- His Young Heart (ep, 2011)
- The Wild Youth (ep, 2011)
- Smother (single, 2012)
- Human (single, 2013)
- Youth (single, 2013)
- still (single, 2013)
- If You Leave (album, 2013)
- 4AD Session (ep, 2014)
- Doing the Right Thing (single, 2015)
- Not to disappear (album, 2016)
- Music From Before The Storm (album, 2017)
- Stereo Mind Game (album, 2023)